# Exorcist wo Otosenai
Exorcist wo otosenai (エクソシストを堕とせない Ekusoshisuto wo otosenai?, lit. Enamora al exorcista), también conocida como Make the Exorcist Fall in Love en inglés, es una serie de manga japonés escrita por Aruma Arima e ilustrada por Masuku Fukayama. Comenzó a serializarse en el sitio web de manga Shōnen Jump+ de Shūeisha el 15 de diciembre de 2021. Hasta el momento, los capítulos individuales de la serie se han recopilado en doce volúmenes tankōbon.

## Personajes
Padre-kun (神父くん Shinpu-kun?)
 Seiyū: Sōma Saitō (comercial de 2022)
Imuri Atsuki (愛月イムリ Atsuki Imuri?)
 Seiyū: Rie Takahashi (comercial de 2022)

## Publicación
Exorcist wo Otosenai es escrito por Aruma Arima e ilustrado por Masuku Fukayama. La serie comenzó a publicarse en el sitio web de manga Shōnen Jump+ de Shūeisha el 15 de diciembre de 2021. Shūeisha recopila los capítulos individuales de la serie en volúmenes tankōbon. El primer volumen se publicó el 2 de mayo de 2022, y hasta el momento se han lanzado doce volúmenes.
El servicio Manga Plus de Shūeisha está publicando la serie en inglés digitalmente.
| Volúmenes de manga publicados | Volúmenes de manga publicados | Volúmenes de manga publicados |
| Número                        | Fecha de publicación          | ISBN                          |
| ----------------------------- | ----------------------------- | ----------------------------- |
| 1                             | 2 de mayo de 2022             | ISBN 978-4-08-883138-1        |
| 2                             | 4 de julio de 2022            | ISBN 978-4-08-883174-9        |
| 3                             | 4 de octubre de 2022          | ISBN 978-4-08-883266-1        |
| 4                             | 3 de febrero de 2023          | ISBN 978-4-08-883375-0        |
| 5                             | 2 de junio de 2023            | ISBN 978-4-08-883517-4        |
| 6                             | 4 de septiembre de 2023       | ISBN 978-4-08-883637-9        |
| 7                             | 4 de enero de 2024            | ISBN 978-4-08-883779-6        |
| 8                             | 4 de junio de 2024            | ISBN 978-4-08-884030-7        |
| 9                             | 4 de septiembre de 2024       | ISBN 978-4-08-884179-3        |
| 10                            | 4 de enero de 2025            | ISBN 978-4-08-884331-5        |
| 11                            | 4 de abril de 2025            | ISBN 978-4-08-884461-9        |
| 12                            | 4 de agosto de 2025           | ISBN 978-4-08-884617-0        |

## Recepción
Reiichi Naruma de Real Sound elogió la historia, el arte, los personajes y el escenario, y disfrutó particularmente de los elementos de acción y romance de la historia. Steven Blackburn de Screen Rant comparó favorablemente la serie con Witch Watch, afirmando que los momentos románticos y la dinámica de los personajes de Make the Exorcist Fall in Love eran mejores que los de Witch Watch.
La serie fue nominada para el Next Manga Award de 2022 en la categoría de manga web y quedó en noveno lugar entre 50 nominados.